# 布什內爾鎮區 (伊利諾伊州麥克多諾縣)
布什內爾鎮區（英語：Bushnell Township）是位於美國伊利諾伊州麥克多諾縣的一個行政鎮區。

## 地方資料
根據2010年美國人口普查的數據，布什內爾鎮區的面積為47.40平方千米，當中陸地面積為47.40平方千米，而水域面積為0.00平方千米。當地共有人口3091人，而人口密度為每平方千米65.21人。